# 817 î.Hr.

## Evenimente
- Pedubastis I se declara Rege al Egiptului,începând cea de-a 23-a dinastie